# Bathylutichthys
Bathylutichthys is een geslacht van straalvinnige vissen uit de familie van bathylutichten (Bathylutichthyidae).

## Soort
- Bathylutichthys taranetzi Balushkin & Voskoboinikova, 1990